# 하시하마정
하시하마정(波止浜町)은 에히메현 오치군에 설치된 정이다. 